# توميسلاف دويموفيتش

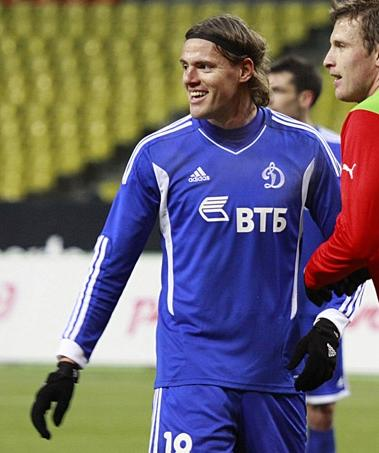

توميسلاف دويموفيتش (بالكرواتية: Tomislav Dujmović) (مواليد 26 فبراير 1981 في زغرب، جمهورية يوغسلافيا الاشتراكية الاتحادية) لاعب كرة قدم كرواتي يجيد اللعب في مركز الوسط المدافع ويلعب حاليا في دينامو موسكو الروسي منذ 2010.

## روابط خارجية
- توميسلاف دويموفيتش على موقع الاتحاد الأوربي (الإنجليزية)
- توميسلاف دويموفيتش على موقع اتحاد كرواتيا (الكرواتية)
- توميسلاف دويموفيتش على موقع قاعدة بيانات كرة القدم.إي يو (الإنجليزية)
- توميسلاف دويموفيتش على موقع ناشيونال فوتبول تيمز (الإنجليزية)
- توميسلاف دويموفيتش على موقع عالم كرة القدم.نت (الإنجليزية)
- توميسلاف دويموفيتش على موقع AS.com (الإسبانية)